# Henry John Temple, 3. viscount Palmerston
Henry John Temple, 3. viscount Palmerston (29. oktober 1784 – 18. oktober 1865) var britisk udenrigsminister (1830–34, 1835–41, 1846–51) og premierminister (1855–58, 1859–65).